# Corky and White Shadow
Corky and White Shadow est une série télévisée américaine en 17 épisodes de 15 minutes diffusée entre le 31 janvier 1956 et le 22 février 1956 sur le réseau ABC dans l'émission The Mickey Mouse Club.
Cette série est inédite dans les pays francophones.

## Synopsis
Cette série met en scène les aventures de Corky Brady, une fillette de douze ans, orpheline de mère vivant avec son père shérif de la ville de Beaumont, et de son chien White Shadow.

## Distribution
- Darlene Gillespie : Corky Brady
- Buddy Ebsen : Shérif Matt Brady
- Chinook : White Shadow

## Épisodes
1. The Holdup
2. The Birthday Party
3. The Birthday Song
4. White Shadow's Discovery
5. White Shadow's Clue
6. The Trap
7. The Getaway
8. Corky Trails the Dude
9. Snitch Finds a Clue
10. Corky Gets a Surprise
11. The Rattler
12. White Shadow Takes a Hand
13. More Trouble for Corky
14. The Jail Break
15. Outlaws on the Loose
16. The Search
17. White Shadow's Secret